# ألي بيلي
ألي بيلي (بالإنجليزية: Allie Bailey)‏ (24 سبتمبر 1993 بالولايات المتحدة - ) هي لاعبة كرة قدم أمريكية في مركز الهجوم. لعبت مع هيوستن داش.

## وصلات خارجية
- ألي بيلي على موقع قاعدة بيانات كرة القدم.إي يو (الإنجليزية)
- ألي بيلي على موقع Soccerway.com (الإنجليزية)